# イアン・マシューズ
イアン・マシューズ（出生名：Iain Matthews MacDonald、1946年6月16日 - ）は、イギリスのミュージシャン、シンガーソングライター。1967年から1969年までイギリスのフォーク・ロック・バンド、フェアポート・コンヴェンションのオリジナル・メンバーだったが、その後脱退してマシューズ・サザン・コンフォートを結成し、1970年にジョニ・ミッチェルの曲「ウッドストック」のカヴァー・ヴァージョンで全英1位を獲得した。 

## 概要
リンカンシャー州バートン・アポン・ハンバーに生まれたマシューズは1960年代にはイアン・マクドナルド（Ian MacDonald）として知られていたが、フェアポート・コンヴェンションで同僚だったジュディ・ダイブルが脱退後に一緒に活動したイアン・マクドナルドとの混同を避けるために、1968年に母の旧姓であるイアン・マシューズ（Ian Matthews）に改名した。1989年、彼はファーストネームのスペルをIainに変え、それ以来Iain Matthewsとして知られている。
ロックンロールとフォークミュージックの両方に影響を受け、ソロ・アーティストとして、また様々なバンドのメンバーとして演奏してきた。 アメリカのフォーク・ロックの影響を強く受けていた初期のフェアポート・コンヴェンションのメンバーで、1969年に脱退するまで最初の3枚のアルバムで歌っていた。脱退後は最初にソロのキャリアに着手し、その後マシューズ・サザン・コンフォートとプレインソングと言う2つのバンドを結成した。その後、Hi-Fi、No Gray Faith、More Than A Song と言ったバンドのメンバーでもあり、2000年代には、プレインソングとマシューズ・サザン・コンフォート (MSC) の両方を2度復活させている。 現在も現バージョンのMSCで定期的にツアーを続けており、新しいアルバム "The New Mine" が2020年3月末にリリースされる予定である。 
50年以上に及ぶキャリアの中で、100枚以上のアルバムにフィーチャーし、2018年には作家で放送作家のイアン・クレイトンと共同執筆した、音楽業界での人生についての自伝的な本 "Thro' My Eyes : A Memoir'' を出版した。

## 原点
マシューズの家族は、12歳のときにリンカンシャーのスカンソープに引っ越した。16歳で学校を中退し、地元の絵画および装飾会社の見習いサインライターとして働いた。1960年代半ばのブリティッシュポップミュージックの爆発的な盛り上がりの中、スカンソープでいくつかの地元のバンドと一緒に歌った後、1965年の春にロンドンに移り、カーナビーストリートの靴屋ラヴェルに就職した。1966年に、スティーヴ・ハイエット、アル・ジャクソンとともに短命のイギリスのサーフ・ミュージック・バンドである3人組、ザ・ピラミッド（後に定冠詞なしのピラミッド）を結成した。ピラミッドは1967年1月にDeram Recordsからシングル "Summer of Last Year" をリリースした 。 残りの曲 "Me About You" は、1999年にマシューズののOrphans＆Outcasts Volume 3に収録された。 

## フェアポート・コンヴェンション
1967年の冬、マシューズはアシュリー・ハッチングスによってフェアポート・コンヴェンションの男性ボーカリストとしてスカウトされた。マシューズはセルフ・タイトルのファースト・アルバム『フェアポート・コンヴェンション」でジュディ・ダイブルと、セカンド・アルバム『ホワット・ウィー・ディド・オン・アワ・ホリデイズ』ではサンディ・デニーと共に歌った。1969年の『アンハーフブリッキング』のレコーディング中、フェアポートが伝統的なイギリスのフォーク・レパートリーを取り入れた曲作りを進める中で、マシューズはレコーディング・セッションに招待されていないことを知り、プロデューサーのジョー・ボイドおよびアシュリー・ハッチングとの短いディスカッションの後、バンドを脱退し、自身の音楽的な方向性に向かって旅立っていった。

## マシューズ・サザン・コンフォート
1969年にマシューズは、アメリカのカントリーミュージックとロカビリーに根ざしたデビュー・ソロ・アルバム『マシューズ・サザン・コンフォート (Matthews' Southern Comfort)』をレコーディングした。元フェアポートの同僚であるリチャード・トンプソン、サイモン・ニコル、アシュリー・ハッチングスに加えて、ギタリストのマーク・グリフィス 、ドラマーのレイ・ダフィーとジェリー・コンウェイ、ペダルスティールギタリストのゴードン・ハントリー、キーボード奏者のドリー・コリンズとロジャー・クーラムらと共にアルバムを制作した。これは彼のソングライターとしての最初の重要な経験だったが、バンドはニール・ヤング やイアン&シルビアの曲などもカバーした。その後、実働バンドとしてマシューズ・サザン・コンフォート (Matthews Southern Comfort、最初のアルバムの名前を流用したが、アポストロフィなし）を結成し、『セカンド・スプリング (Second Spring)』（1970年 – 全英52位）  『レイター・ザット・セイム・イヤー(Later That Same Year)』（1970年）という2枚のアルバムを連続してリリースした。 
バンドは様々な異なるメンバー構成を経て、その後の2年間は広範囲に渡ってツアーを行った。ジョニ・ミッチェルの「ウッドストック」のカバーバージョンで1970年10月の全英シングルチャート1位のヒットシングルとなり、彼らは商業的成功を収めた。 それはカナダのラジオ放送でヘヴィーローテイションされて第5位に達し、1971年には米国のビルボード・シングル・チャートで最高23位を記録した。その後、マシューズはサザン・コンフォートを去り、 ハーベスト・レコードで自身のアルバム3枚をリリースした。 
2019年6月25日、『ニューヨーク・タイムズ・マガジン』は、2008年のユニバーサルの火災で素材が焼失したとされる数百人のアーティストのリストにマシューズ・サザン・コンフォートを掲載した。

## プレインソング
1971年、マシューズはヴァーティゴ・レコードで2枚のソロ・アルバム、If You Saw Thro' My Eyes と Tigers Will Surviveをレコーディングした。元ヤードバーズのポール・サミュエル＝スミスによる資金提供を受けて、同じ志を持つイギリスのセミフォーキー（特に別の元フェアポーター、リチャード・トンプソン）達に囲まれ、以前はリバプールで活動していたアンディ・ロバーツとプレインソングを結成した。バンドのラインナップは、マシューズ、ロバーツ、ギタリストのデイヴ・リチャーズ、アメリカ人ベーシストのボブ・ロンガからなっていた。 
1972年にプレインソングは『アメリア・イアハートを求めて (In Search of Amelia Earhart)』をリリースした。 アルバムにはデイヴ・マケネリーの「アメリア・イアハート最後の飛行 (Amelia Earhart's Last Flight)」 のカバーに加えて、マシューズの「アメリア・アールハート最後の飛行の真実 (True Story of Amelia Earhart's Last Flight)」が収録されている。この曲は、イアハートが太平洋諸島の日本軍基地をスパイしていた可能性を示唆する研究に基づいている。また、トンプソンの "Meet on the Ledge" に対する回答である "Even the Guiding Light "も収録されている。 

## あっちへこっちへ
プレインソングがバンドメンバーのアルコール問題で解散した後、マシューズはロサンゼルスを拠点に活動していたが、その後もその場しのぎのバンドで数枚のアルバムをリリースしている。元モンキーズのマイク・ネスミスがプロデュースした Valley Hi (1973)、Journeys from Gospel Oak (1974)、Some Days You Eat The Bear (1974)、Go For Broke (1976)、Hit and Run (1977)などである。 これらのどれも商業的には成功しなかった。Valley Hi では、マシューズとネスミスがアレンジしたスティーブ・ヤングの "Seven Bridges Road" のカバーをフィーチャーし、全パートをマシューズが歌い、マルチトラック・ハーモニーを生み出した。このバージョンは1980年7月28日にイーグルスのライブでカバーされ、『イーグルス・ライブ』としてリリースされたことで有名になった。アルバムでの成功がなかったため、マシューズはエレクトラ・レコードからコロンビア・レコードに移籍し、小さなロックバラのレーベルに移った。1978年にテレンス・ボイラン(Terence Boylan)の "Shake It "のカヴァーでヒットシングルを獲得し、全米チャートで13位を記録した。 
マシューズはロバート・パーマーの"Give Me an Inch "のカヴァーで適度な成功を収めた。しかし、彼のアルバムStealin 'Homeとそれい続くSiamese Friendsに対する北米での権利は、カナダの小さなレーベルであるMushroomが所有していた。1979年にレーベルオーナーのシェリー・シーゲルが亡くなり、マシューズのレーベルとの関係は終わりを告げた。「シェイク・イット」という歌は、1980年の映画「 リトル・ダーリングス 」の冒頭で流されている。また、ロックスターゲームのヴィデオゲーム ”The Warriors” 中のラジオで聴くこともできる。
マシューズの公式ウェブサイトによると、この時点で彼は「15年近くも苦労していて、今でも手を尽くしていて、彼の努力については何も示すものはなく、彼のビジョンを共有してくれたミュージシャンやファンの忠誠心以外には何も示すものがなく、口先だけの生活を続けていた」と言う。 マシューズはロサンゼルスからシアトルに移り、以前はセントルイスのバンドだったパヴロフス・ドッグのデイヴィッド・サーカンプとチームを組み、 パワー・ポップ・バンドHi-Fiを結成した。そのレパートリーにはマシューズのオリジナルだけでなく、ニール・ヤングの「ミスター・ソウル 」やプリンスの "When You Wer Mine" のカバーも含まれている。彼はアイランド・レコードのA&Rキャパシティと 、その後はウィンダム・ヒル・レコードで働いていた。 

## その後のキャリア
1977年からフェアポート・コンヴェンションは毎年クロップレディ・フェスティバルを開催していた。1980年代半ば、バンドの復活と新曲の録音に関心が集まった。マシューズは1986年のクロップレディ・フェスティバルでバンドの一員として、また他のプロジェクトでも共演するように招かれた。これがジュールズ・アンド・ポーラー・ベアーズのジュールズ・シアーへのオマージュであるウィンダム・ヒルの Walking a Changing Line (1988)につながった。 この美しくプロデュースされたこの作品はウィンダム・ヒルからリリースされた最初のボーカル・アルバムだった。その後、マシューズはテキサス州オースティンに移り、あるドイツのインディペンデント・レーベルで数枚のアルバムを録音した。彼は1992年のケンブリッジ・フォーク・フェスティバルにアンディ・ロバーツとともに出演し、プレインソングのいくつかのバージョンを変更した最初の作品が作られた。 
2000年、マシューズはアムステルダムに移り、サンディ・デニーのトリビュートバンド、ノー・グレイ・フェイス（No Gray Faith、スコットランド女王メアリーが投獄された城の名前であり、デニーがフェアポート・コンヴェンションのために録音した城に関する曲のタイトルでもあり、1970年代にデニーが率いていた短命バンドの名前でもある「フォザリンゲイ (Fotheringay)」のアナグラム）や、プレインソングのリバイバルなど、インディーズ音楽プロジェクトやコラボレーションに携わるようになった。オランダ南部のホルストに移り、2008年にオランダのジャズ・アンサンブル、シアリング・カルテットとの共演で Joy Mining をプロデュースした。2010年9月、40年ぶりにマシューズ・サザン・コンフォートのアルバムをリリースし、メジャーレコードレーベルに復帰した。
2003年以降、マシューズはオランダのピアニストで作曲家のエグバート・デリックスと活動を共にしている。2人の出会いは、ジャズファンのマシューズがカンブリヌス（オランダ、ホルスト）で行われたデリックスのシアリング・カルテットのコンサートに来たのがきっかけでした。マシューズはデリックスに1970年のアルバム『If You Saw Thro' My Eyes』の2003年ツアーに参加しないかと依頼した。彼らはエリック・コーネン(ベース)、アーサー・リーテン(ドラムス)、アド・ヴァンデルヴェン(ギター)との一連のコンサートを行なった。ツアーの後、マシューズとデリックスは共同で作曲をはじめ、2008年のアルバム、 Joy Mining を発表し、マシューズとデリックスの独自のレーベル、MatriXを立ち上げた。2012年、マシューズとデリックスのアルバム In the Now がヴァーヴ・レコードからリリースされた。Joy MiningとIn the Nowは、英国と米国で別々にリリースされた。 
2011年12月にはマシューズ・サザン・コンフォートとしてオランダのバンドと共演し、バトリンズ・スケグネスで開催された第2回グレート・ブリティッシュ・フォーク・フェスティバルに出演し、新旧両方の曲のセットを披露した。2014年1月、マシューズはジーン・クラーク・ノー・アナザー・バンドの一員としてツアーを行い、ジーン・クラークのアルバム『ノー・アナザー』をフリート・フォックスのロビン・ペックノルドなど他のシンガーと共に演奏した。 
2015年1月から2月にかけて、マシューズとデリックスはアルバムのUSリリースのプロモーションのためにカリフォルニアでツアーを行った。オランダの映画監督ピーター・ジョングとオリヴィエ・ハマカーは In the Now のメイキングをドキュメンタリーにした。マシューズはイギリスのプログレッシブ・ロック・バンド、マリリオンの音楽をフィーチャーしたエグバート・デリックスのソロ・アルバム Paintings in Minor Lila (2012) でも聴くことができる。このアルバムには、マシューズ、マリリオンのシンガーであるフィッシュとスティーヴ・ホガース、そしてスーパートランプのサックス奏者、ジョン・ヘリウェルが参加している。マシューズは2011年にオランダで行われたヘリウェル/デリックス・クインテットのツアーでゲスト・ヴォーカルを務めた。マシューズとデリックスは、マシューズのソロ・アルバム The Art of Obscurity (2013) のために8曲を共同作曲した。   

## Thro' My Eyes: A Memoir
2018年、イアン・マシューズは自伝的な書籍『Thro' My Eyes: A Memoir (私の目を通じて：回想録)』を発表した。この本は、フェザーストンを拠点に活動する作家で放送作家でもあるイアン・クレイトンとの共著である。 
クレイトンはこの本の序文の中で、2010年のある日、『Record Collector』誌で「これまでに書かれたポピュラー音楽についての最高の本の一つ」と評された『Bringing It all Back Home』 の初版を読んだマシューズから突然メールを受け取ったことを述べている。マシューズはクレイトンに自伝の出版を検討していることを伝え、それを書くことを検討してくれないかと頼んだ。ストレートな伝記ではなく、すべての情報や記憶を得るために一度に何日も一緒に作業した複数のセッションに基づいて共同執筆されたため、このプロジェクトが最終的に実を結ぶまでに数年を要した。 
『Thro' My Eyes: A Memoir』は、2018年8月にポンテフラクトを拠点とするルート出版 からスタンダード版と、マシューズのキャリア全体から23曲を収録した2枚組のコンピレーション『Thro' My Eyes』も含まれているデラックス版の2つのエディションで出版された。この本は、マシューズの人生と音楽のキャリアについて非常にオープンで正直な説明である。バートン・オン・ハンバーとスカンソープでの謙虚な始まりから、1960年代のロンドンへに移り住んでフェアポート・コンヴェンションに参加し、1970年にマシューズ・サザン・コンフォートを結成してジョニ・ミッチェルの 「ウッドストック」のカバー・バージョンで唯一の1位のヒットを記録し、1972年にアンディ・ロバーツとプレインソングを結成し、ソロアーティストとしてアメリカで何年も過ごした後、2000年にヨーロッパに戻ってアルバムを作り、今日までツアーを続けている。 各章の前には、彼の曲の歌詞が付いている。 
本の中でマシューズは、スカンソープの少年時代にサッカーを見て遊んだこと、ブラッドフォード・パーク・アベニューでのプロサッカー選手候補としての失敗談、そしてマンチェスター・ユナイテッドへの生涯の愛についても語っている。2007年にパリで行われたプレインソングのライブ・コンサートの録音では、1990年のアルバム Pure And Crooked に収録されている "Busby's Babes" の歌詞がマンチェスター・ユナイテッド博物館に誇らしげに展示されていることを観客に語っている。 
マシューズとクレイトンは、2019年に英国の特定の会場のコンサートツアーを実施することにより、この本を宣伝しました。 「Words And Music」と題されたこのツアーは、イングランドとスコットランドの11の会場をカバーし、そこでマシューズとクレイトンの両方が本のさまざまなエピソードについて話し、マシューズはソロアーティストとしてライブを行いました。彼は、ブライトンのグレイズで、元プレーンソングのバンドメイト、アンディロバーツがツアーの1晩ステージに参加しました。 
マシューズとクレイトンは2019年、英国内の選ばれた会場でのコンサートツアーを引き受けることで、この本を宣伝した。"Words And Music" と題されたこのツアーは、イングランドとスコットランドの約11の会場をカバーし、マシューズとクレイトンの両方が本からの様々なエピソードについて語り、マシューズはソロアーティストとしてライブパフォーマンスを行なった; 彼はツアーの一夜にブライトンのザ・グレイズで元プレインソングのバンドメイトであるアンディ・ロバーツと共演した。 

## ディスコグラフィ

### ザ・ピラミッド
- "The Summer of Last Year" / "Summer Evening" (1967年、UK Deram) ※イアン・マシューズの初レコーディング (45回転シングル)

### ソロ・アルバム
- Matthews' Southern Comfort
- If You Saw Thro' My Eyes (1971) UK and US Vertigo
- Tigers Will Survive (1972) UK and US Vertigo
- Valley Hi (1973) UK and US Elektra
- Journeys from Gospel Oak (1974) UK Mooncrest
- Some Days You Eat the Bear...Some Days the Bear Eats You (1974) UK and US Elektra
- Go For Broke (1976) UK CBS / US Columbia
- Hit And Run (1977) UK CBS / US Columbia
- Stealin' Home (1978) UK Rockburgh / US Mushroom
- Siamese Friends (1979) UK Rockburgh / US Mushroom
- Discreet Repeat (1979) Rockburgh
- Spot Of Interference (1980) UK Rockburgh / US RSO
- Shook (1984) Polydor
- Walking A Changing Line (1988) Windham Hill
- Nights In Manhattan (1988) Taxim Records (live at The Bottom Line in New York, May 1988)
- Pure And Crooked (1990) Gold Castle
- Live Alone: Notebook Series No.2 (1991) Perfect Pitch
- Orphans & Outcasts Volume I 1969-1979 (1991) Dirty Linen
- Skeleton Keys (1992) Europe Line Records / US Mesa Bluemoon Recordings (different artwork)
- Intimate Wash: Notebook Series No.3 (1993) Perfect Pitch
- Orphans & Outcasts Volume II 1981-1989 (1993) Dirty Linen
- The Soul Of Many Places (1993) Elektra (compilation album)
- The Dark Ride (1994) Watermelon
- Pure And Crooked (1994) Watermelon (5 bonus tracks)
- Camouflage: Notebook Series No.4 (1995) Perfect Pitch
- God Looked Down (1996) Watermelon
- The Seattle Years 1978–1984 (1996) Varèse Sarabande (compilation album)
- Nights In Manhattan (And Points West) (1997) DCC (4 bonus tracks)
- Excerpts from Swine Lake (1998) Blue Rose / US Tangible (4 bonus demo tracks)
- Orphans & Outcasts Volume 3 (1999) Perfect Pitch
- A Tiniest Wham / A Live Wham 2CD (2000) Blue Rose and Perfect Pitch (different artwork) (CD2 Iain Matthews & The Swinelakers live in Nurnburg, September 1998)
- If You Saw Thro' My Eyes (remaster) (2003) MK2 Records
- Zumbach's Coat (2004) MK2 Records / Perfect Pitch
- Zumbach’s Coat CD + DVD (2004) Blue Rose / Perfect Pitch (DVD features 6 songs live by Iain and Ad Vanderveen)
- Sparkler 2CD (2005) Blue Rose  (CD1 Best Of The Texas Recordings 1989-2004; CD2 If You Saw Thro’ My Eyes Live)
- If You Saw Thro’ My Eyes Live (2006) Vinyl Japan / ItsAboutMusic
- Osolomeo DVD + CD (2006) Inbetweens Records (DVD is A Night In Colorado solo concert from October 1993; CD is Iain and Andy Roberts at the Brosella Festival July 1992)
- Journeys From Gospel Oak (Expanded Edition) (2006) Castle Music (includes 5 songs rerecorded in 2006 as bonus tracks)
- Go For Broke (2007) Vinyl Japan (limited edition Japanese CD of Go For Broke + 6 live bonus tracks recorded in Denver June 1976)
- Hit And Run (2007) Vinyl Japan (limited edition Japanese CD of Hit And Run + 7 live bonus tracks recorded at rehearsals in Los Angeles)
- Stealin’ Home (2007) Vinyl Japan (limited edition Japanese CD of Stealin’ Home + 9 live bonus tracks recorded at Texas A&M University in November 1978)
- Contact (2007) Blue Rose, CD + DVD (with Richard Kennedy and Mike Roelofs, live in Heilbronn, Germany, December 2004)
- Rhino Hi-Five: Ian Matthews (2007) Rhino / Elektra/ Apple Music (5-track digital EP)
- Collected (2011) Universal (57-track 3CD career retrospective, all tracks chosen personally by Iain)
- If You Saw Thro’ My Eyes (remaster) (2012) Esoteric / Cherry Red
- Tigers Will Survive (2012) Esoteric / Cherry Red (original album remaster + bonus track)
- The Art Of Obscurity (2013) MK2 Records / Omnivore Music / Fledg'ling[13]
- Stealin’ Home (2014) Omnivore (original album remaster + 9 live bonus tracks recorded at Texas A&M University in November 1978)
- Live At Rockpalast – Hamburg 1983 (2017) MIG (DVD + 2CD: CD1 is the audio version of the DVD; CD2 contains the studio versions of all the songs)
- Walking A Changing Line 2CD (2017) MIG (original album remaster + CD2 of outtakes)
- A Baker’s Dozen (2017) MK2 Records
- Thro’ My Eyes (2018) Route (2CD compilation released as part of the Deluxe edition of his "Thro’ My Eyes" biography)

### グループ
フェアポート・コンヴェンション
- フェアポートコンベンション （1968）UK ポリドール / US Cotillion
- ホワット・ウィー・ディド・オン・アワ・ホリデイズ （1968）UK アイランド/ US A＆M（米国のリリースは、英国のリリースとはまったく異なるカバーを使用） [14]
- アンハーフブリッキング （1969）UK アイランド/ US A＆M
- ヘイデイ （2002）Island Remasters（8ボーナストラック）

マシューズ・サザン・コンフォート
- Matthews' Southern Comfort (1969) UK Uni / US Decca (first solo album)
- Second Spring (1970) UK Uni / US Decca (米国版のジャケットは英国版とは異なる)[15]
- Later That Same Year (1970) UK Uni / US Decca / US Reissue Pickwick
- One, Two, Three…Too Good !  (1970 German vinyl release) Teldec / MCA (2LP best of compilation)
- The Best Of Matthews Southern Comfort (1971 Japanese vinyl release) Victor Co. of Japan / MCA
- Best Of Matthews Southern Comfort (1974 vinyl; 1989 CD) MCA Records
- Ian Matthews’ Best In Early 70s (1979 Japanese vinyl release) Victor Musical Industries / MCA
- Matthews Southern Comfort Meet Southern Comfort (1987 vinyl compilation) See For Miles
- Scion (1994) Band Of Joy (collection of outtakes and BBC recordings)
- The Essential Collection (1997) Half Moon (retrospective of 1970s recordings)
- Matthews’ Southern Comfort / Second Spring (1996) BGO Records
- Later That Same Year (2008 CD) BGO Records (original album remaster + 4 bonus tracks)
- Fairport Convention & Matthews Southern Comfort - Live In Maidstone 1970 (2009) Voiceprint (Soundtrack to the Tony Palmer film, two tracks by Matthews Southern Comfort)
- Kind Of New (2010) Brilliant / Genepool
- Kind Of Live (2011) Perfect Pitch
- Kind Of New / Kind of Live (2012) 2CD Esoteric / Cherry Red
- Matthews Southern Comfort: A Simple History Vol.1 (2017) MK2 Records (2017 tour album)
- Like A Radio (2018) MIG
- Bits And Pieces (2018) MIG (4-track limited edition 10" white vinyl EP including and alternative mix of Woodstock)
- The New Mine (2020) MIG (due for release 27 March 2020)

プレインソング
- In Search Of Amelia Earhart (1972 vinyl) UK and US Elektra
- In Search Of Amelia Earhart (1991 CD) Japan Elektra / Warner-Pioneer Corporation
- And That’s That - The Demos (1992) Taxim Records
- On Air - Original BBC Recordings (1992) Band of Joy (BBC recordings from 1972)
- Dark Side of the Room (1992) Line
- Voices Electric (1994) Line
- Sister Flute (1996) Line
- On Air (1997) Strange Fruit (original BBC album + 2 extra tracks)
- New Place Now (1999) Blue Rose (Germany) / Spin Along (UK) / Tangible (US)
- Live In Austria (1999) Plainsong (4-track mini-CD, live in Thalgäu)
- A To B (2001) Spin Along (6-track mini-CD)
- In Search Of Amelia Earhart  (CD 2001) Perfect Pitch
- Pangolins (2003) Blue Rose
- Plainsong (2005) 2CD Water Records  (remaster of In Search Of Amelia Earhart, unreleased second album Now We Are 3, plus radio sessions, live recordings and singles)
- Fat Lady Singing (2012) Blue Rose
- Reinventing Richard: The Songs of Richard Fariña (2015) Fledg'ling
- In Search Of Amelia Earhart  (CD re-issue 2016) Man In The Moon

ハミルトンプール
- Return To Zero (1995) Watermelon

ハイファイ
- デモンストレーションレコード （1981）SP＆Sレコード（米国）/（1982）バットレコード（英国）
- Moods for Mallards （1982）ファーストアメリカンレコード（アメリカ）/（1983）上海レコード（イギリス）
- Complete Works （2006）CD + DVDブルーローズ
- Complete Collection （2012）CD + DVD Rockville Records（CDには2006年のバージョンと比較して3つの追加トラックがあります）

No Grey Faith
- Secrets All Told – The Songs Of Sandy Denny (2000) Perfect Pitch / Unique Gravity

More Than A Song
- More Than A Song (2001) Perfect Pitch / Coast To Coast
- Witness (2002) Turtle Records (live in Amsterdam)
- More Than A Song (2003) Under The Radar (US release contains two bonus live tracks, "Anchor" and "Lamb In Armor").

Iain Matthews & The Salmon Smokers
- Woodstock b/w Keep On Sailing (2019) New Noise (limited edition 45rpm single)
- Fake Tan (scheduled for release in 2020)